# Phymorhynchus turris
Phymorhynchus turris is een slakkensoort uit de familie van de Raphitomidae. De wetenschappelijke naam van de soort is voor het eerst geldig gepubliceerd in 2003 door Okutani & Iwasaki.